# Bodmin

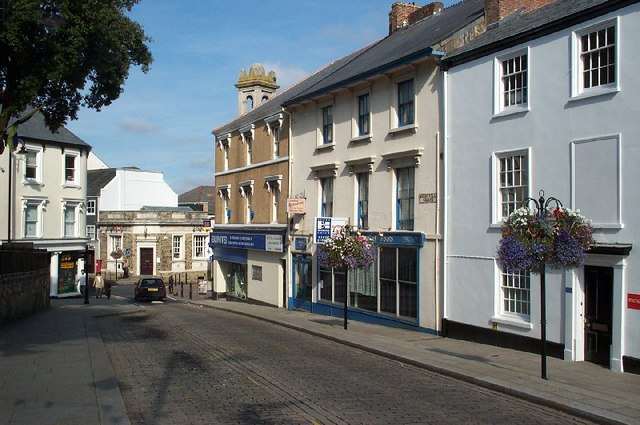
Fore Street Bodmin

Bodmin (Bosvenegh em córnico) é uma cidade da Cornualha, com 12.778 habitantes.